# Parlamentní volby v Togu v roce 1990
Parlamentní volby v Togu se konaly 4. března 1990. Druhé kole se v osmi volebních obvodech konalo dne 18. března 1990. V té době bylo Togo státem jedné strany, kdy jedinou legální stranou v zemi byla Rassemblement du Peuple Togolais, která také jako jediná kandidovala v těchto volbách. Oficiální volební účast byla 78,7 %.

## Volební výsledky
| Politická strana                    | Hlasy     | %       | Mandáty | */- |
| ----------------------------------- | --------- | ------- | ------- | --- |
| Rassemblement du Peuple Togolais    | 1 175 602 | 100 %   | 77      | -   |
| Celkem                              | 1 175 602 | 100 %   | 77      |     |
|                                     |           |         |         |     |
| Platných hlasů                      | 1 175 602 | 98,15 % |         |     |
| Neplatných hlasů                    | 22 152    | 1,85 %  |         |     |
| Celkem hlasů                        | 1 197 754 | 100 %   |         |     |
| Registrovaných voličů/volební účast | 1 522 491 | 78,67 % | .       | .   |